# Bantarmangu
Bantarmangu is een bestuurslaag in het regentschap Cilacap van de provincie Midden-Java, Indonesië. Bantarmangu telt 5501 inwoners (volkstelling 2010).